# Bisdom Cametá
Het bisdom Cametá (Latijn: Dioecesis Cametanensis) is een rooms-katholiek bisdom met als zetel Cametá, in Brazilië. Het bisdom is suffragaan aan het aartsbisdom Belém do Pará.

## Geschiedenis
Het bisdom werd opgericht op 29 november 1952 als de territoriale prelatuur Cametá, uit delen van het aartsbisdom Belém do Pará. Op 6 februari 2013 werd het verheven tot bisdom. 

## Parochies
Het bisdom had in 2021 een oppervlakte van 48.310 km2 en telde 552.180 inwoners waarvan 73,7% rooms-katholiek was.

## Bisschoppen
- Cornélio Veerman (27 februari 1961 - 8 augustus 1969)
- José Elias Chaves Júnior (21 mei 1980 - 29 september 1999)
- Jesús María Cizaurre Berdonces (23 februari 2000 - 17 augustus 2016)
- José Altevir da Silva (27 september 2017 - 9 maart 2022)
- Ivanildo Oliveira Almeida (12 april 2023 - heden)

Belém do Pará (aartsbisdom) · Abaetetuba · Bragança do Pará · Cametá · Castanhal · Macapá · Marabá · Marajó (territoriale prelatuur) · Ponta de Pedras · Santíssima Conceição do Araguaia